# جیمز فولی
جیمز فولی (انگلیسی: James Foley؛ ۲۸ دسامبر ۱۹۵۳ – ۶ مهٔ ۲۰۲۵) کارگردان و فیلم‌نامه‌نویس آمریکایی بود. او از سال ۱۹۸۴ تا ۲۰۲۵ فعالیت کرد. وی در ۶ مهٔ ۲۰۲۵، در ۷۱ سالگی، بر اثر سرطان مغز در خانه‌اش در لس‌آنجلس درگذشت.

## فیلم‌های سینمایی
- گلن‌گری گلن راس (۱۹۹۲)
- دو بیت (۱۹۹۵)
- اتاق گاز (۱۹۹۶)
- ترس (۱۹۹۶) (also unbilled co-screenwriter)
- مفسد (۱۹۹۹)
- اعتماد (۲۰۰۳)
- کاملاً غریبه (۲۰۰۷)
- پنجاه طیف تاریک‌تر (۲۰۱۷)
- پنجاه طیف آزادی (۲۰۱۸)

## مجموعه‌های تلویزیونی
- توئین پیکس (اپیزود ۱، ۱۹۹۱)
- هانیبال (اپیزود ۱، ۲۰۱۳)
- خانهٔ پوشالی (۱۲ اپیزود، ۲۰۱۳–۲۰۱۵)
- ویوارد پاینز (اپیزود ۱، ۲۰۱۵)